# Bodony
Bodony is een plaats (község) en gemeente in het Hongaarse comitaat Heves. Bodony telt 867 inwoners (2002).